# Vicente Carretero
Vicente Carretero (Pzuela de Calerto, 19 aprile 1915 – 27 ottobre 1962) è stato un ciclista su strada spagnolo.
Professionista dal 1932 al 1947, conta sei successi di tappa alla Vuelta a España.

## Carriera
Carretero ottenne i primi piazzamenti già nel 1932, quando terminò secondo alla Reus-Barcelona-Reus e terzo nella Barcellona-Madrid. Nel 1934 ottenne la sua prima vittoria nella Clásica a los Puertos e ottenne anche un paio di piazzamenti, terzo nella Prueba Villafranca de Ordizia e secondo nella Vuelta ad Alava.
Nel 1936 partecipò alla Vuelta a España, ottenendo cinque affermazioni di tappa e un undicesimo posto nella classifica generale finale. Vinse inoltre una prova in linea, la Tarragona-Madrid. Gli avvenimenti politici e bellici che infuriarono in Spagna dopo il 1936 costrinse Carretero a un periodo di forzata inattività; ricominciò a correre nel 1940, quando vinse la Madrid-Valencia.
Nel 1941, quando ritornò la Vuelta a España, Carretero partecipò nuovamente e vinse anche una tappa, la ventunesima.
Ottenne un paio di vittorie anche nel 1942 e si piazzò al terzo posto nella classifica generale di una piccola corsa spagnola, la Subida ad Arantzazu.
Nel 1944 vinse un circuito ad Alava, mentre l'anno successivo vinse tre corse ed ottenne alcuni piazzamenti: secondo al Circuito de Pascuas e terzo nel Gran Premio Vizcaya, partecipò anche al campionato nazionale in linea dove ottenne un terzo posto, mentre nelle corse a tappe giunse quinto nella classifica generale della Volta Ciclista a Catalunya.
Nel 1945 fu quinto al campionato nazionale e quarto alla Volta Ciclista a Catalunya in cui vinse sei tappe. Nel 1946 fu quinto al campionato nazionale e stesso risultato ottenne alla Vuelta a Burgos.
Chiuse la carriera nel 1947 partecipando un'ultima volta alla Vuelta a España che chiuse al quattordicesimo posto.

## Palmarès
- 1935

Clásica a los Puertos de Guadarrama
- 1936

Tarragona-Madrid
3ª tappa Vuelta a España
5ª tappa Vuelta a España
10ª tappa Vuelta a España
13ª tappa Vuelta a España
18ª tappa Vuelta a España
- 1940

Madrid-Valencia
- 1941

21ª tappa Vuelta a España
- 1942

7ª tappa Circuito del Norte
- 1944

1ª tappa Gran Premio Ayutamiento de Bilbao
4ª tappa Gran Premio Ayutamiento de Bilbao
5ª tappa Gran Premio de la Vitoria
- 1945

3ª tappa Volta Ciclista a Catalunya
4ª tappa Volta Ciclista a Catalunya
8ª tappa Volta Ciclista a Catalunya
11ª tappa Volta Ciclista a Catalunya
13ª tappa Volta Ciclista a Catalunya
14ª tappa Volta Ciclista a Catalunya

### Altri successi
- 1942

Circuito Ribeira de Jalon (criterium)
- 1943

Gran Premio di Alava (criterium)
- 1946

Circuito Ribeira de Jalon (criterium)

## Piazzamenti

### Grandi Giri
- Vuelta a España

1936: 11º
1941: 8º
1947: 14º